# Anna Sedlmayerová

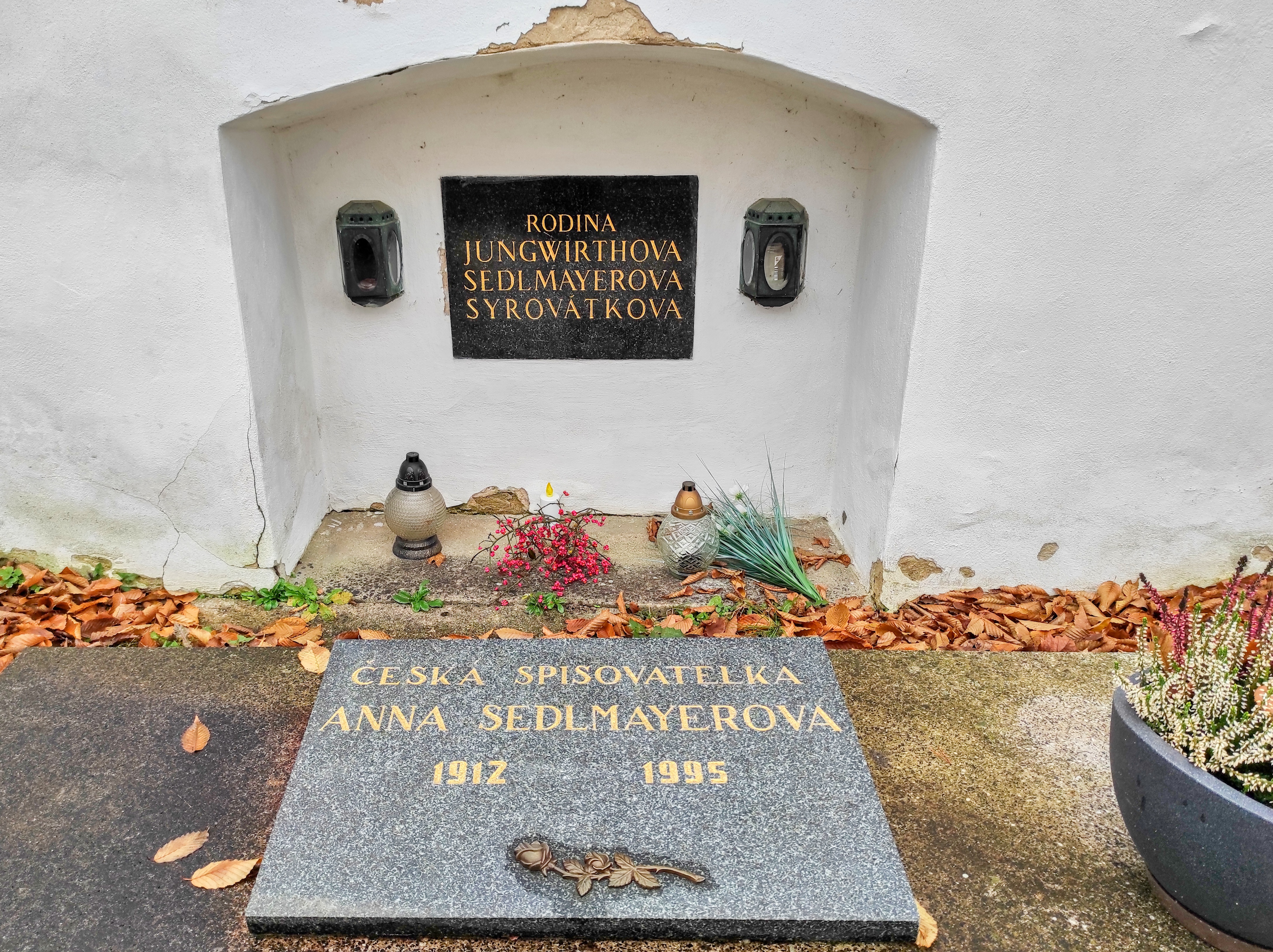
Hrob Anny Sedlmayerové na hřbitově u sv. Alžběty v Třeboni

Anna Sedlmayerová (17. března 1912 Vranín u Štěpánovic – 13. května 1995 Tourov) byla česká spisovatelka.

## Život

### Dětství
Narodila se jako Anna Jungwirthová v rodině lesního ve schwarzenberských lesích Vojtěcha Jungwirtha (1879–??) a jeho manželky Boženy (1884–??), rozené Baltové. (Božena Baltová byla druhá manželka Vojtěcha Jungwirtha poté, co zemřela první žena, její sestra Anna.)
Budoucí spisovatelka vyrůstala nejprve v myslivně v rodném Vraníně, odkud chodila do školy do Štěpánovic. V roce 1921 se rodina přestěhovala na samotu Holickovna (dnes část Třeboně Holičky) Do školy a poté do gymnázia chodila v Třeboni, kde v roce 1930 maturovala. V roce 1932 se provdala a žila v Praze–Hostivaři, do Prahy se její rodiče přestěhovali v roce 1938.
V roce 1946 se s manželem přestěhovala do Ústí nad Labem. Zde se stala úspěšnou spisovatelkou. Pro nesouhlas se vpádem cizích vojsk do Československa v roce 1968 byla v roce 1970 vyloučena z KSČ a nemohla publikovat. (Postoj režimu ke spisovatelce naznačuje i kritika detektivky Od večera do rána, zveřejněná v Rudém právu roku 1970.)
Od roku 1991 žila v jihočeském Tourově, kde zemřela. Je pohřbena na starém hřbitově v Třeboni.

### Rodinný život
Od sňatku v roce 1932 žila v Hostivaři, manžel Karel byl úředník. Odsud se v roce 1946 přestěhovala do Ústí nad Labem.

## Dílo

### Časopisecké práce
Po roce 1945 publikovala v denících a časopisech
Práce, Květy, Tvorba, Besedy venkovské ženy, Rudé právo, Vlasta, Literární noviny, Zemědělské noviny, Jihočeská pravda (České Budějovice).

### Knižní vydání
- Juk (knížka o jezevčíkovi, pásmo vzpomínek na dětská přátelství, ilustrace Jan Hladík; V Praze, Česká grafická Unie 1946)
- Dům na zeleném svahu (Havlíčkův Brod, Jiří Chvojka 1947)
- Kačenka (ilustrace Alena Ladová; V Praze, Práce 1947 a 1948))
- Márinka (román pro dospívající dívky; Třebechovice pod Orebem, Antonín Dědourek 1947)
- Překročený práh (Praha, ROH/Práce 1949, Československý spisovatel 1955)
- Z prvních řad (román; Praha, Práce 1952, Československý spisovatel 1953)
- Každé jaro pampelišky (román; Praha, Československý spisovatel 1955, 1956, 1957, 1961, 1970 spolu s Všechny cesty vedou domů)
- Všechny cesty vedou domů (román; Praha, Svobodné slovo-Melantrich 1958)
- Pomozte mi, Terezo! (Praha, Československý spisovatel 1961, 1962, 1966)
- Grandlová brož (Praha, Svobodné slovo 1962
- O zajíčkovi Březňáčkovi a myšce Šišněrce (Pohádky pro Lukáška, ilustrace Květa Pacovská; Praha, SNDK 1964 a Tina 1992 Pohádky pro Lukáška)
- Všechny cesty vedou domů (Praha, Československý spisovatel 1964)
- Zelené pastely(Praha, Československý spisovatel 1964 a České Budějovice, Dona 1994)
- České středohoří (spolu s Miroslavem Peterkou; Praha, Orbis 1965)
- Déšť ustal k večeru (Praha, Svobodné slovo 1965)
- Kdesi uprostřed života (ilustrace Junek Ševčík; Praha, Svobodné slovo 1967)
- Láskám hrozí smrt (Liberec, Severočeské nakladatelství 1967)
- Tráva a vítr (Praha, Československý spisovatel 1968)
- Na cestách (Liberec, Severočeské nakladatelství 1969)
- O mrtvých jen dobré (Liberec, Severočeské nakladatelství 1969)
- Od večera do rána (Kriminální román; Praha, Československý spisovatel 1969)
- Tráva a vítr (Praha, Československý spisovatel 1969)
- Čtyři detektivky (Pomozte, mi, Terezo!, Grandlová brož, Láskám hrozí smrt, Déšť ustal k večeru; Liberec, Severočeské nakladatelství 1970)
- Symbol zůstal mramorový (detektivní příběh z roku 1967; Ústí nad Labem, Severočeské nakladatelství 1989)
- Tam zpívá slavík až po půlnoci (Praha, Jiří Chvojka 1991)
- Tereza po 25 letech (Ústí nad Labem, Severočeské nakladatelství 1991)
- Na cestách, od Sicílie až po Skotsko (Vimperk, Nakladatelství Tiskárny Vimperk 1992 Zobrazení exemplářů s možností jejich objednání
- Dům (román; Praha, V ráji 1993)
- Noc plná útěchy (Praha, Naše vojsko 1994 Zobrazení exemplářů s možností jejich objednání
- Jak se vařívalo a žilo v jihočeské hájovně (z rukopisných textů vybrala Marie Vodičková; Praha, Olympia 1998)
- Na Límečku (Praha, Šulc - Švarc 2009)

### Filmografie
- 1961 – Tereza (autorka námětu, podle románu Pomozte mi Terezo, režie Pavel Blumenfeld, scénář František Kožík)
- 1971 – Petrolejové lampy (herečka, role: Blodková)

### Rozhlas
Romány Anny Sedlmayerové sloužily jako náměty rozhlasových her rozhlasového studia Ústí nad Labem (Márinka (1947), Každé jaro pampelišky (1956), Neznámá z Labe podle románu Pomozte mi, Terezo! (1961), Vražda bez paragrafů (podle Déšť ustal k večeru, 1963), Zelené pastely (četba na pokračování 1993)

### Divadlo
Román Dům na zeleném svahu zdramatizoval Vojtěch Cach a v roce 1947 hru uvedlo divadlo v Teplicích; následně byla uvedena i v Praze.